# アンリ・ド・モンテルラン
アンリ・ド・モンテルラン（Henry de Montherlant、1896年4月21日 - 1972年9月21日）は、フランスの小説家・劇作家。

## 略歴
パリの貴族の家系にアンリ・マリー・ジョゼフ・フレデリック・エクスペディット・ミリオン・ド・モンテルラン（Henry Marie Joseph Frédéric Expedite Millon de Montherlant）として生れる。
リセ・ジャンソン＝ド・サイイ、次いで聖十字聖母マリア学校（Institution Notre-Dame de Sainte-Croix）に学び、第一次世界大戦に志願、重傷を負い、クロワ・ド・ゲール（武勲章）を受ける。
1920年処女小説『朝の交代』（La Relève du matin）を発表。18 - 19世紀の慈善事業家・経済学者ジャン＝バティスト・ド・モンティオンによって創設され、道徳的価値の高い作品に与えられるアカデミー・フランセーズのモンティオン賞を受賞。1934年、全作品に対してアカデミー・フランセーズ文学大賞を授与された。
1960年3月24日、アカデミー・フランセーズの会員に選出された。
行動主義と極端な女性蔑視を特徴とし、恋愛よりもスポーツを好む貴族的な男性像を描いた。 
1972年、失明を恐れてピストル自殺した。ペール・ラシェーズ墓地に眠る。 

## 邦訳
- 『闘牛士』（Les Bestiaires）堀口大学訳、第一書房、1936年、のち新潮文庫
- 『若き娘たち』（Les Jeunes Filles）新庄嘉章訳、新潮社、1939年、のち文庫
- 『癩を病む女達』（Les Lépreuses）新庄嘉章訳、新潮社、1948年、のち文庫
- 『無駄奉公』（Un incompris）堀口大学訳、新潮社、1950年
- 『女性への憐憫』（Pitié pour les femmes）堀口大学訳、新潮社、1951年、のち文庫
- 『善の悪魔』（Le Démon du bien）堀口大学訳、新潮社、1951年、のち文庫
- 『沙漠のバラの恋物語』（La Rose de sable）堀口大学訳、新潮社、1955年
  - 『砂漠のバラ』加藤民男訳、二見書房、1977年
- 『欲望の泉のほとり』（Aux fontaines du désir）望月芳郎訳、ダヴィッド社、1955年
- 『独身者たち、カスティリアの姫君』（Les Célibataires）渡辺一民、『世界文学全集 20世紀の文学 第24（モンテルラン、クロード・モーリアック）』（集英社、1965年）所収
- 「死せる女王」（La Reine morte）宮島春彦訳、『今日のフランス演劇 第4』（白水社、1967年）所収
- 『混沌と夜』（Le Chaos et la Nuit）新庄嘉章訳、新潮社、1968年
- 「ポール＝ロワイヤル」（Port-Royal）川口篤訳、『現代世界演劇 16 (現代のクラシシズム)』（白水社、1972年）所収
  - 「ポール＝ロワヤル・イスパニア枢機卿」朝比奈誼訳、『筑摩世界文学大系 72（ドリュ・ラ・ロシェル、モンテルラン、マルロー）』筑摩書房 1975